# Michael Haneke
Michael Haneke (n. 23 martie 1942, München) este un regizor și scenarist austriac cunoscut pentru stilul său sumbru. Multiplu premiat la Festivalul Internațional de Film de la Cannes. Filmele sale tematizează adesea problemele și eșecurile societății moderne. Haneke a lucrat în televiziune, teatru, cinema. În afară de munca sa ca regizor, predă regie la "Filmacademy Viena".
La Festivalul de Film de la Cannes 2009, filmul său The White Ribbon a câștigat Palme d'Or pentru cel mai bun film și la cea de-a 67-a ediție a Globului de Aur, filmul a obținut premiul pentru cel mai bun film străin. În 2012, filmul său, Amour a avut premiera și a concurat la Festivalul de Film de la Cannes 2012. Filmul a câștigat Palme d'Or, Haneke obținând astfel prestigiosul premiu pentru a doua oară în trei ani și plasându-l într-un club de elită de numai șapte locuri. De asemenea, filmul a primit cinci nominalizări la Premiile Oscar inclusiv la Cel mai bun Film, Cel mai bun Regizor și Cea mai bună Actriță pentru Emmanuelle Riva. Haneke a făcut filme în limba franceză, germană și în limba engleză.

## Biografie
Michael Haneke s-a născut la München și este fiul actorului și regizorului german Fritz Haneke și al actriței austriece Beatrix von Degenschild. Haneke a crescut în orașul Wiener Neustadt, situat la sud de capitala Austriei. A studiat filosofia, psihologia și arta dramatică la Universitatea din Viena.

## Filmografie (regizor)
| An   | Titlu                                                                                       | Note |
| ---- | ------------------------------------------------------------------------------------------- | --- |
| 1989 | The Seventh Continent                                                                       | |
| 1992 | Benny's Video'                                                                              | Premiile Academiei Europene FIPRESCI |
| 1994 | 71 Fragments of a Chronology of Chance                                                      | |
| 1997 | Funny Games                                                                                 | Nominalizat—Festivalul de Film de la Cannes —Palme d'Or |
| 2000 | Code Unknown                                                                                | Nominalizat—Festivalul de Film de la Cannes—Palme d'Or |
| 2001 | The Piano Teacher                                                                           | Festivalul de Film de la Cannes — Grand Prix Premiul Chlotrudis pentru cel mai bun regizor Nominalizat—BAFTA pentru cel mai bun film Nominalizat—Premiul Chlotrudis pentru cel mai bun film Nominalizat—Premiile Academiei Europene pentru cel mai bun film Nominalizat—Premiile Academiei Europene pentru cel mai bun regizor Nominalizat—Premiile Academiei Europene pentru cel mai bun scenariu |
| 2003 | Time of the Wolf                                                                            | |
| 2005 | Caché                                                                                       | Festivalul de Film de la Cannes—Prix de la mise en scène Premiul Asociației Criticilor de Film Chicago pentru cel mai bun film străin Premiul Chlotrudis pentru cel mai bun film Premiul Chlotrudis pentru cel mai bun regizor Premiile Academiei Europene pentru cel mai bun film Premiile Academiei Europene pentru cel mai bun regizor Premiile Academiei Europene FIPRESCI Premiul Asociației Criticilor de Film Los Angeles pentru cel mai bun film Premiul Criticilor de Film San Francisco pentru cel mai bun film străin Nominalizat—Premiul Asociației Criticilor Broadcast Film pentru cel mai bun film străin Nominalizat—Festivalul de Film de la Cannes—Palme d'Or Nominalizat—Premiul César pentru cel mai bun regizor Nominalizat—Premiul César pentru cel mai bun scenariu Nominalizat—Premiul Criticilor de Film din Londra pentru cel mai bun film străin al anului Nominalizat—Premiul Independent Spirit pentru cel mai bun film străin |
| 2008 | Funny Games (US remake)                                                                     | |
| 2009 | Panglica albă – Istoria unor copii gemani (Das weiße Band – Eine deutsche Kindergeschichte) | Festivalul de Film de la Cannes—Palme d'Or Premiul Asociației Criticilor de Film Chicago pentru cel mai bun film străin Premiile Academiei Europene pentru cel mai bun film Premiile Academiei Europene pentru cel mai bun regizor Premiile Academiei Europene pentru cel mai bun scenariu Premiul Filmului German pentru cel mai bun film Premiul Filmului German pentru cel mai bun regizor Premiul Filmului German pentru cel mai bun scenariu Premiul Filmului German pentru cea mai bună imagine Premiul Globul de Aur pentru cel mai bun film într-o limbă străină Nominalizat—Premiul Oscar pentru cel mai bun film străin Nominalizat—BAFTA pentru cel mai bun film Nominalizat—Premiul Asociației Criticilor Broadcast Film pentru cel mai bun film străin Nominalizat—Premiul César pentru cel mai bun film străin Nominalizat—Premiul Criticilor de Film din Londra pentru cel mai bun film al anului Nominalizat—Premiul Criticilor de Film din Londra pentru cel mai bun regizor al anului Nominalizat—Premiul Criticilor de Film din Londra pentru cel mai bun scenariu al anului Nominalizat—Premiul Asociației Criticilor de Film Los Angeles pentru cel mai bun film Nominalizat—Premiul Asociației Criticilor de Film Los Angeles pentru cel mai bun regizor Nominalizat—Premiul Criticilor de Film Washington D.C. pentru cel mai bun film străin |
| 2012 | Amour                                                                                       | Premiul Oscar pentru cel mai bun film străin Alliance of Women Film Journalists Award pentru cel mai bun film străin BAFTA pentru cel mai bun film Boston Society of Film Critics Award pentru cel mai bun film străin Premiul Asociației Criticilor Broadcast Film pentru cel mai bun film străin Festivalul de Film de la Cannes—Palme d'Or Premiul César pentru cel mai bun film Premiul César pentru cel mai bun regizor Premiul César pentru cel mai bun scenariu Premiul Asociației Criticilor de Film Chicago pentru cel mai bun film străin Dallas-Fort Worth Film Critics Award pentru cel mai bun film străin Festivalul Internațional de Film Durban pentru cel mai bun film Premiile Academiei Europene pentru cel mai bun film Premiile Academiei Europene pentru cel mai bunregizor Premiul Globul de Aur pentru cel mai bun film într-o limbă străină Premiul FIPRESCI Grand Prix Independent Spirit Award pentru cel mai bun film străin Premiul Asociației Criticilor de Film Kansas City pentru cel mai bun film străin Premiul Asociației Criticilor de Film Las Vegas pentru cel mai bun film străin Premiul Asociației Criticilor de Film din Londra pentru cel mai bun film al anului Premiul Asociației Criticilor de Film din Londra pentru cel mai bun scenariu al anului Premiul Asociației Criticilor de Film Los Angeles pentru cel mai bun film National Board of Review Award pentru cel mai bun film străin National Society of Film Critics Award pentru cel mai bun film National Society of Film Critics Award pentru cel mai bun regizor Premiul Asociației Criticilor de Film New York pentru cel mai bun film străin Premiul Asociației Criticilor de Film Oklahoma pentru cel mai bun film străin Premio Cinema Ludus—Grand Prix Premio Cinema Ludus pentru cel mai bun scenariu Premiul Asociației Criticilor de Film San Francisco pentru cel mai bun film străin Premiul Asociației Criticilor de Film Washington D.C. pentru cel mai bun film străin Nominalizat—Premiul Oscar pentru cel mai bun film Nominalizat—Premiul Oscar pentru cel mai bun regizor Nominalizat—Premiul Oscar pentru cel mai bun scenariu original Nominalizat—Alliance of Women Film Journalists pentru cel mai bun scenariu original Nominalizat—BAFTA pentru cel mai bun regizor Nominalizat—BAFTA pentru cel mai bun scenariu original Nominalizat—British Independent Film Award pentru cel mai bun film internațional independent Nominalizat—Premiile Academiei Europene de Film pentru cel mai bun scenariu Nominalizat—Houston Film Critics Society pentru cel mai bun film străin Nominalizat—London Film Critics Circle Awards pentru cel mai bun film străin al anului Nominalizat—Online Film Critics Society Award pentru cel mai bun film străin Nominalizat—Phoenix Film Critics Society Award pentru cel mai bun film străin Nominalizat—San Diego Film Critics Society Award pentru el mai bun film străin Nominalizat—Satellite Award pentru cel mai bun film străin Nominalizat—Utah Film Critics Award pentru cel mai bun film străin Nominalizat—Vancouver Film Critics Circle Award pentru cel mai bun film străin |